# Lori iris
El lori iris (Saudareos iris) és una espècie d'ocell de la família dels psitàcids que habita la selva humida de l'illa de Timor i Wetar, a les illes Petites de la Sonda. Fins 2020 era conegut amb el binomi Psitteuteles iris, però va ser reclassificat en el gènere nou de Saudareos després d'un estudi filogenètic.